# Kuzinellus saharae
Kuzinellus saharae är en spindeldjursart som beskrevs av D. McMurtry och Bounfour 1989. Kuzinellus saharae ingår i släktet Kuzinellus och familjen Phytoseiidae. Inga underarter finns listade i Catalogue of Life.